# Sulejman II.
Sulejman II. (15. travnja 1642. – 1691.), 20. osmanski sultan, sin Ibrahima I. i sultanije Salihe Dilašub, porijeklom Srpkinje (r.Katarina, 1627. – 1688.).[nedostaje izvor]
Sulejman II. postaje sultan 1687. godine nakon svrgavanja brata Mehmeda IV. u pobuni vojske nakon odsudne Bitke kod Haršanja i oklijevanja da smijeni veliki vezir|velikog vezira Sari Sulejman pašu Bošnjaka, koji je izgubio bitku. Iako su Mehmedovi sinovi (obojica kasniji sultani) imali tada Mustafa 24 godine, a Ahmed 14, janjičari su za sultana uzdigli 45-godišnjeg Sulejmana, koji je do tada veći dio života proveo u Kafezu. Uz pobune i kaos u Carigradu i drugim dijelovima Carstva, austrijska vojska pod vodstvom Maksimilijana Bavarskog u ljeto 1688. osvaja Beograd, a zatim s manjim snagama iduće 1689. Niš i Skoplje, kojega spaljuje general Enea Silvio Picillomini, dok je glavnina austrijske vojne povučena na Rajnu gdje je francuski kralj Luj XIV. na vijest o padu Beograda započeo odlučni napad i time veliki tzv. Devetogodišnji rat (nazvan i rat Velike alijanse 1688. – 1697.). 
Postavljanjem za velikog vezira Mustafu Koprulua, brata Ahmeda Koprulua u jesen 1689., koji odlučnim mjerama najprije zaustavlja pobune i sređuje stanje u zenlji, dolazi tijekom 1690. i do ratnog preokreta. Nakon izgubljene bitke kod Kačanika 1. siječnja 1690. carske vojska se povukla na sjever, a s njom se povlači i dio pobunjenih naroda, osobito Srba s Kosova, te veći dio klera koji je dao podršku caru Leopoldu, na čelu s patrijarhom Čarnojevićem). Veliki vezir u opsadi ponovno osvaja Beograd, kao i sve druge izgubljene dijelove južno od Dunava, dok bosanski Osman paša ponovo osvaja veći dio Slavonije, pokušavši bezuspješno osvojiti i Osijek,  nakon čega se Veliki vezir trijumfalno vraća u Carigrad. Iduće godine spremao se krenuti "na Budim".
Sulejman II. umire iznenada u srpnju iduće 1691. godine od vodene bolesti, samo mjesec dana prije katastrofalnog poraza koji će doživjeti njegov veliki vezir Fazil Mustafa u velikoj bitci kod Slankamena od strane carskog vojskovođe Ludovika Badenskog. 
Naslijedio ga je brat Ahmed II.
| Prethodnik: | Vladar Osmanskog Carstva (1687. – 1691.) | Nasljednik: |
| Mehmed IV.  | Vladar Osmanskog Carstva (1687. – 1691.) | Ahmed II.   |